# NGC 2128
NGC 2128 ist eine Elliptische Galaxie vom Hubble-Typ E/S0 im Sternbild Camelopardalis (Giraffe) am Nordsternhimmel. Sie ist schätzungsweise 134 Millionen Lichtjahre von der Milchstraße entfernt und hat einen Durchmesser von etwa 60.000 Lichtjahren.
Das Objekt wurde am 27. Dezember 1886 von Edward D. Swift entdeckt.